# Gekielde waterskink
De gekielde waterskink (Tropidophorus grayi) is een hagedis uit de familie skinken (Scincidae).

## Naam en indeling
De wetenschappelijke naam van de soort werd voor het eerst voorgesteld door Albert Günther in 1861. De soortaanduiding grayi is een eerbetoon aan de Britse zoöloog John Edward Gray (1800 – 1875).

## Uiterlijke kenmerken
Deze hagedis heeft een donkerbruine huid met zwarte dwarsbanden en sterk gekielde schubben. De staart is ongeveer even lang als het lichaam. De lichaamslengte bedraagt 20 tot 25 centimeter.

## Leefwijze
Deze semi-aquatische hagedis leeft in een koele omgeving, in of in de nabijheid van water, dikwijls onder rottend hout. Als het dier bedreigd wordt duikt het snel in het water, waar het zich verborgen houdt onder stenen.
De gekielde waterskink is eierlevendbarend, zodra de jongen geboren worden verlaten ze direct het ei en zijn reeds volledig ontwikkeld. Een worp bestaat meestal uit 1 tot 6 jongen.

## Verspreiding en habitat
Deze soort komt voor in delen van Azië en leeft endemisch op de Filipijnen. De skink is aangetroffen op de eilanden Cebu, Leyte, Luzon, Masbate, Negros, Panay en Polillo.
Door de internationale natuurbeschermingsorganisatie IUCN is de beschermingsstatus 'niet bedreigd' toegewezen (Least Concern of LC).